# Біконсфілд (Вікторія)
Біконсфілд (англ. Beaconsfield)  — передмістя Мельбурна, штату Вікторія, Австралія. Розташоване за 46 км на південний схід від центрального ділового району Мельбурна. У 2006 населення передмістя становило 3,846.
У передмісті є своя власна залізнична станція.

## Історія
Передмістя було створене на залізничній станції в Cardinia Creek Бенджаміном Дізраелі (англ. Benjamin Disraeli) (лорд Біконсфілд), який помер за день до відкриття станції. Передмістя вирішили назвати на його честь. 7 жовтня 1878 відкрилось перше поштове відділення, 1 січня 1883 відкрилось поштове відділення залізничної станції. В 1891 передмістя було перейменоване на Верхній Біконсфілд. У 1902 залізничну станцію перейменували з Cardinia Creek на Біконсфілд.
Передмістя має маленький торговельний центр «Aldi». Навчальні заклади включають Початкову Біконсфілдську школу (англ. Beaconsfield Primary) та Коледж святого Франсіса Ксав'єра (англ. St Francis Xavier College) (Університетське містечко Біконсфілда). Біконсфілд має свою футбольну команду «Australian Rules», яка була членом «Mornington Peninsula Nepean Football League», де раніше грали футбольні чемпіони Брендан Февола (англ. Brendan Fevola), Кріс Ньюман (англ. Chris Newman), Остін Джонс.

## Знаменитості, що народилися в Біконсфілді
- Ванесса Аморозі — одна з найвідоміших австралійських співачок.

| Австралія | Це незавершена стаття з географії Австралії. Ви можете допомогти проєкту, виправивши або дописавши її. |

1. 1 2 3 4  https://linked.data.gov.au/dataset/asgsed3/SAL/20175